# Chlordifenylfosfin
Chlordifenylfosfin je organická sloučenina se vzorcem (C6H5)2PCl, zkracovaným do podoby Ph2PCl. Jedná se o bezbarvou kapalinu se zápachem podobným česneku, zachytitelným i při koncentracích v řádu 10−7 %. Používá se na zavádění skupin Ph2P do sloučenin, například při tvorbě ligandů. Podobně jako ostatní halogenfosfiny reaguje Ph2PCl s mnoha nukleofily, jako je voda, a také je snadno oxidovatelný, dokonce i na vzduchu.

## Výroba a reakce
Chlordifenylfosfin se vyrábí z benzenu a chloridu fosforitého. Benzen reaguje s chloridem fosforitým za teploty kolem 600 °C, čímž se vytváří dichlorfenylfosfin (PhPCl2) a HCl. Redistribucí plynného PhPCl2 za vysoké teploty vzniká poté chlorodifenylfosfin.
2 PhPCl2 → Ph2PCl + PCl3
Lze také použít redistribuční reakci, kde jsou výchozími látkami chlorid fosforitý a trifenylfosfin:
PCl3 + 2 PPh3 → 2 Ph2PCl
Chlordifenylfosfin se hydrolyzuje na difenylfosfinoxid. Redukcí sodíkem vzniká tetrafenyldifosfin:
2 Ph2PCl + 2 Na → [Ph2P]2 + 2 NaCl

## Použití
Chlorodifosfin se, podobně jako další chlorfosfiny, používá na přípravu různých fosfinů. Často se přitom nechává reagovat s Grignardovými činidly:
Ph2PCl + MgRX → Ph2PR + MgClX
Fosfiny vytvořené reakcemi s Ph2PCl mohou dále reagovat, výsledné produkty mohou být využity například jako pesticidy (například EPN), stabilizátory plastů (Sandostab P-EPQ), katalyzátory a zpomalovače hoření (sem patří mimo jiné cyklický anhydrid kyseliny fosfinokarboxylové), díky čemuž je Ph2PCl významným průmyslovým meziproduktem.

### Příprava difenylfosfidových sloučenin
Chlordifenylfosfin se používá k přípravě difenylfosfidu sodného reakcí se sodíkem v 1,4-dioxanu.
Ph2PCl + 2 Na → Ph2PNa + NaCl
Difenylfosfin lze získat reakcí Ph2PCl a hydridu lithno-hlinitého; ten se obvykle používá v přebytku.
4 Ph2PCl + LiAlH4 → 4 Ph2PH + LiCl + AlCl3
Ph2PNa i Ph2PH se také používají na přípravu fosfinových ligandů.

## Charakterizace
Čistota Ph2PCl se často zkoumá pomocí 31P NMR spektroskopie.
| Sloučenina | 31P chemický posuv (ppm vs 85% H3PO4) |
| ---------- | ------------------------------------- |
| PPh3       | −6                                    |
| PPh2Cl     | 81,5                                  |
| PPhCl2     | 165                                   |
| PCl3       | 218                                   |